# Coilodera praenobilis
Coilodera praenobilis är en skalbaggsart som beskrevs av Ernst Gustav Kraatz 1895. Coilodera praenobilis ingår i släktet Coilodera och familjen Cetoniidae. Inga underarter finns listade i Catalogue of Life.